# Araki Yuko
Araki Yuko (新木 優子 (Tân-Mộc Ưu-Tử) Araki Yūko) sinh ngày 15 tháng 12 năm 1993 tại Tokyo, là một nữ diễn viên và người mẫu thời trang Nhật Bản được đại diện bởi Stardust Promotion.

## Tiểu sử
Araki được tuyển dụng khi cô còn học tiểu học. Vai chính đầu tiên của cô là Ikari o Nagero vào tháng 5 năm 2008. Araki trở thành người mẫu độc quyền cho tạp chí non-no vào năm 2014.
Vai chính đầu tiên của cô là bộ phim truyền hình Love Love Alien của đài Fuji TV vào năm 2016. Araki có thể chơi euphonium và kèn trumpet.
Cô lồng tiếng cho Gabby Gabby trong bản lồng tiếng Nhật của Toy Story 4.

## Danh sách phim

### Phim
| Năm  | Tựa đề                                            | Vai diễn        | Ghi chú             | Ref.         |
| ---- | ------------------------------------------------- | --------------- | ------------------- | ------------ |
| 2008 | Ikari o Nagero                                    | Naomi           | Vai chính           |              |
| 2008 | Aoi Tori                                          | Mai Katayama    |                     |              |
| 2010 | Confessions                                       |                 |                     |              |
| 2011 | Usotsuki Mii-kun to Kowareta Maa-chan             |                 |                     |              |
| 2011 | Shōjo-tachi yo                                    |                 | Phim chưa phát hành |              |
| 2013 | School Girl Complex Hōsōbu Hen                    | Futaba Eriguchi |                     | [ 6 ]        |
| 2013 | Yurusenai, Aitai                                  | Mari Hashimoto  |                     | [ 7 ]        |
| 2015 | Kazoku-gokko                                      |                 |                     | [ 8 ]        |
| 2015 | Kaze no Tayori                                    | Kurumi          | Vai chính           | [ 9 ] [ 10 ] |
| 2016 | Nakimushi Piero no Kekkonshiki                    | Maki Inaba      |                     | [ 11 ]       |
| 2016 | Intern!                                           | Haruka Kawakura | Vai chính           | [ 12 ]       |
| 2017 | Our Meal for Tomorrow                             | Koharu Uemura   | Vai chính           | [ 13 ]       |
| 2017 | Evil and the Mask                                 | Kaori           |                     | [ 14 ]       |
| 2018 | Anoko no Toriko                                   | Shizuku         |                     | [ 15 ]       |
| 2021 | The Crocodile That Lived for 100 Days             | Senpai (voice)  |                     | [ 16 ]       |
| 2022 | The Hound of the Baskervilles: Sherlock the Movie | Beni Hasukabe   |                     | [ 17 ]       |

### Phim truyền hình
| Năm  | Tựa đề                         | Vai diễn         | Kênh | Ghi chú      | Ref.   |
| ---- | ------------------------------ | ---------------- | ---- | ------------ | ------ |
| 2009 | Real Clothes                   |                  | KTV  | Tập 7        |        |
| 2012 | Dragon Seinendan               | Yuka             | MBS  |              |        |
| 2013 | Kamen Rider Wizard             | Chiaki Shimizu   | EX   | Tập 34 và 35 |        |
| 2015 | A Girl's Breakfast             | Risa Arai        | NTV  |              | [ 18 ] |
| 2015 | Prison School                  | Anzu Yokoyama    | MBS  |              | [ 19 ] |
| 2016 | Your Home is My Business!      | Madoka Murata    | NTV  |              |        |
| 2016 | Love Love Alien                | Sonomi Ishibashi | CX   | Vai chính    | [ 3 ]  |
| 2017 | Crisis: Special Security Squad | Oyama Rei        | KTV  |              | [ 20 ] |
| 2017 | Million Yen Women              | Hiraki Nanaka    | TX   |              | [ 21 ] |
| 2017 | Code Blue Season 3             | Yokomine Akari   | CX   |              | [ 22 ] |
| 2018 | Kiss that Kills                | Mikoto Namiki    | NTV  |              | [ 23 ] |
| 2018 | We Are Rockets!                | Aoi Fujitani     | TBS  |              | [ 24 ] |
| 2019 | Motokare Mania                 | Yurika           | CX   | Vai chính    | [ 25 ] |
| 2020 | America ni Makenakatta Otoko   | Kazuko Asō       | TX   |              |        |

### TV series
| Năm  | Tựa đề                       | Kênh          | Ghi chú                 |
| ---- | ---------------------------- | ------------- | ----------------------- |
| 2011 | BitWorld                     | NHK E TV      | As Nina                 |
| 2012 | Chō Saigen! Mysterty         | NTV           | As Harumi Miyase        |
| 2014 | J-League Match Day Highlight | Sky PerfecTV! | "J-Youth Lab" navigator |
| 2014 | Sonna Baka na Man            | Fuji TV       | [ 26 ]                  |
| 2016 | 1-ko Dake Yellow             | NBN           | MC                      |

### Sân khấu
| Năm  | Tựa đề                                                   | Ghi chú |
| ---- | -------------------------------------------------------- | ------- |
| 2010 | Dropping: by Fure Rareru Izen ni Kieru Jiyū o Motte Iru. |         |

### Quảng cáo
| Năm  | Tựa đề                              | Ghi chú                     | Ref.          |
| ---- | ----------------------------------- | --------------------------- | ------------- |
| 2011 | NTT DoCoMo "Ōen Gakuwari"           |                             |               |
| 2013 | Calpis "Fruits Parlor"              |                             |               |
| 2014 | Skylark Gusto                       |                             | [ 27 ]        |
| 2014 | Nissan Dayz                         |                             | [ 28 ]        |
| 2015 | House Foods "Otona no Tongari Cone" |                             | [ 29 ]        |
| 2015 | Recruit Zexy                        | Zexy 8th generation CM girl | [ 30 ] [ 31 ] |
| 2015 | Kracie Ichi Kami                    |                             | [ 32 ]        |
| 2015 | au "Hello, New World."              |                             | [ 33 ]        |
| 2015 | Housemate                           |                             | [ 34 ]        |
| 2016 | Eisai "Chocola BB"                  |                             | [ 35 ]        |

### Music videos
| Năm  | Tựa đề                               | Ghi chú | Ref.   |
| ---- | ------------------------------------ | ------- | ------ |
| 2007 | Naotarō Moriyama "Taiyō no Nihohi"   |         |        |
| 2009 | D-51 "Lady Don't Cry"                |         |        |
| 2010 | universe "echoes"                    |         |        |
| 2011 | Love "Someday Again: Mataau Hi Made" |         |        |
| 2011 | Yu-A "Gomen ne, Mama"                |         |        |
| 2011 | suzumoku "Majime na Hito"            |         |        |
| 2013 | Hazzie "for You."                    |         | [ 36 ] |
| 2014 | Galileo Galilei "Mrs. Summer"        |         | [ 37 ] |
| 2015 | BToB "Mirai (Ashita)"                |         |        |
| 2016 | Ketsumeishi "Bokura no Tame ni..."   |         | [ 38 ] |

### Quảng cáo
| Năm  | Tựa đề                     | Ghi chú |
| ---- | -------------------------- | ------- |
| 2011 | Kyoto Kimono Yuzen catalog |         |

### Internet
| Năm  | Tựa đề                                                        | Ghi chú |
| ---- | ------------------------------------------------------------- | ------- |
| 2009 | OCN Game Dennō Yo-ki Magazine OG Ko Mukashibanashi-gō Vol. 36 | [ b ]   |
| 2010 | Chūō College Group "My way! My dream!" informercial           | As Yuna |

### Tạp chí
| Năm  | Tựa đề | Ghi chú         |
| ---- | ------ | --------------- |
| 2014 | non-no | Exclusive model |